# ハドヴィガーの定理
積分幾何学（もしくは幾何学的確率論）において、ハドヴィガーの定理（ハドヴィガーのていり、英: Hadwiger's theorem）は Rn における凸体への付値 (測度論)の特徴付けをする定理である。ヒューゴ・ハドヴィガーによって証明された。

## 導入

### 付値
Kn を、Rn における全てのコンパクト凸集合の集まりとする。
付値とは、関数 v:Kn → R であって、 v(∅) = 0 かつ、S∪T∈Kn である任意の S,T ∈Kn に対し
{\displaystyle v(S)+v(T)=v(S\cap T)+v(S\cup T)~}
を満たすもののことである。付値が連続であるとは、それがハウスドルフ距離について連続であることをいう。付値が剛体運動の下で不変であるとは、任意の S ∈ Kn と Rn の任意の平行移動または回転に対し
v(φ(S)) = v(S)
が成り立つことをいう。

### Quermassintegrals
quermassintegral Wj: Kn → R は、シュタイナーの公式
{\displaystyle \mathrm {Vol} _{n}(K+tB)=\sum _{j=0}^{n}{\binom {n}{j}}W_{j}(K)t^{j}~}

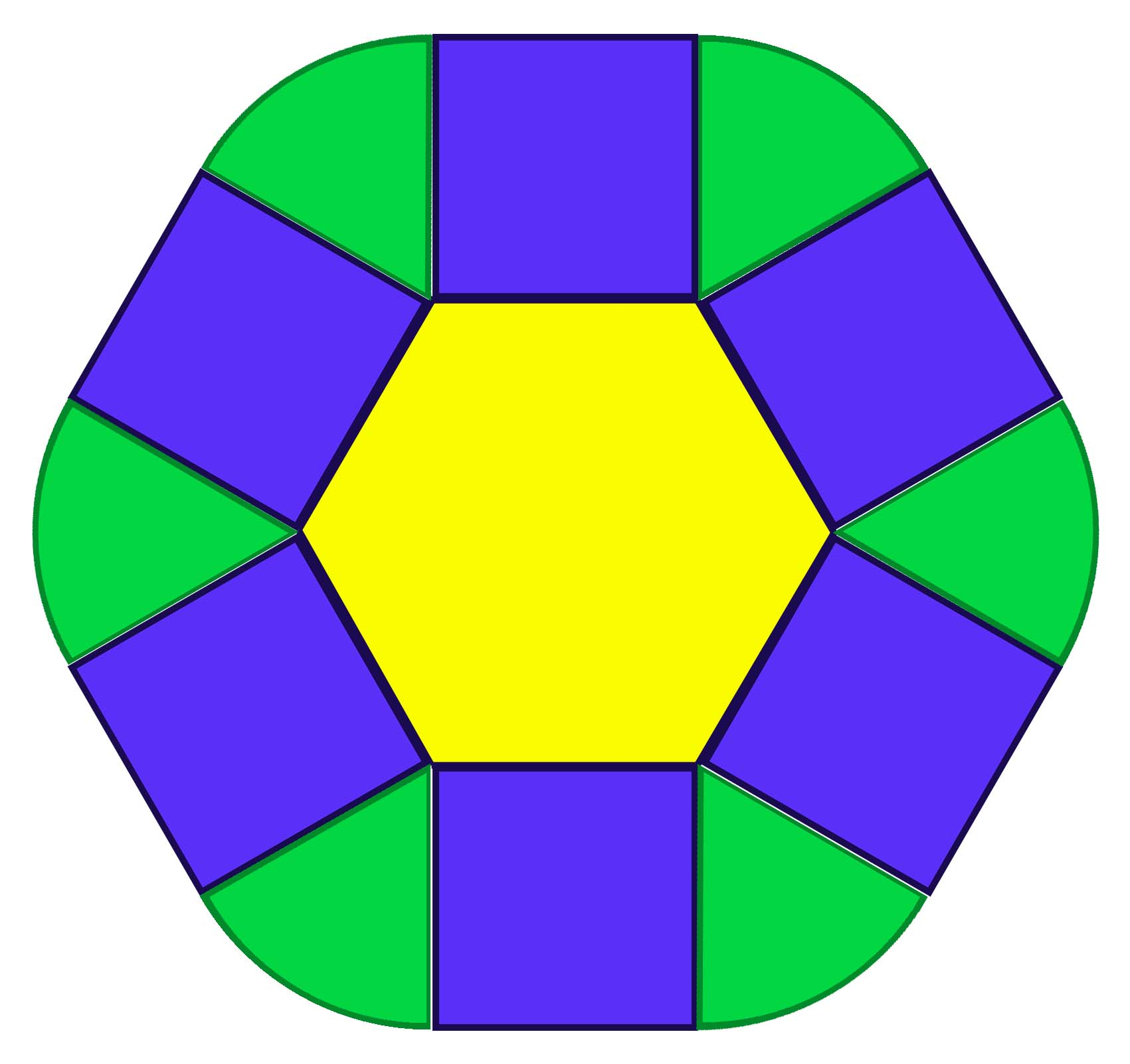
n = 2 のとき、凸多角形に対するシュタイナーの公式を図解したもの。多角形 K と一定半径の円板 B の t 倍とのミンコフスキー和の面積は、次の3種の図形の面積の合計で求められる：(1) 元の多角形（黄色）、(2) 面積が多角形の周長および t に比例する図形（青紫色）、(3) 面積が円板の面積および t の2乗に比例する図形（緑色）。

によって定義される。ここで B はユークリッド球体。例えば、W0 は体積、W1 は表面積の定数倍、Wn-1 は平均幅の定数倍、Wn は定数 Voln(B) である。
Wj は斉 n-j 次の付値である、つまり、
{\displaystyle W_{j}(tK)=t^{n-j}W_{j}(K)~,\quad t\geq 0~.}

## 定理の主張
剛体運動の下で不変で連続な、Kn 上の任意の付値 v は、
{\displaystyle v(S)=\sum _{j=0}^{n}c_{j}W_{j}(S)~}
と表示できる。

### 系
剛体運動の下で不変で連続、かつ斉 j 次な Kn 上の任意の付値 v は、Wn-j の定数倍である。